# 9578 Клязьма
9578 Клязьма (9578 Klyazma) — астероїд головного поясу, відкритий 3 квітня 1989 року.
Тіссеранів параметр щодо Юпітера — 3,500.